# Chiesa evangelica battista in Trastevere
La chiesa evangelica battista sorge nel rione Trastevere a Roma, in via della Lungaretta.
È situata a fianco della chiesa cattolica di Sant'Agata. I locali furono acquistati nel 1888 dalla Società Missionaria Battista di Londra; fu poi ristrutturata nel 1901 e nel 1923 divenne di proprietà della Società Battista Americana del Sud. Oggi è sede e proprietà della Comunità Battista di Trastevere, che ivi si riunisce ogni domenica alle ore 11.00.
Il tempio si presenta internamente in forme assai semplici, come semplice aula per le adunanze con decorazioni in stile liberty. Ai piani superiori si trovano i locali per la vita comunitaria e le aule per la scuola domenicale. 
Esistono altre sette chiese battiste nel centro di Roma, tra le quali una al rione Monti (via Urbana) e una al rione Sant'Eustachio (via del Teatro Valle), di cui una di lingua inglese (in piazza di San Lorenzo in Lucina).